# Surulere (Lagos)
Surulere è una delle venti aree a governo locale (local government areas) in cui è suddiviso lo stato di Lagos, nella Repubblica Federale della Nigeria. Si estende su una superficie di 23 km² e conta una popolazione di 503.975 abitanti.